# Naturbahnrodel-Weltcup 2004/05
Der Naturbahnrodel-Weltcup 2004/05 wurde in drei Disziplinen und in jeweils sechs Saisonrennen ausgetragen.

## Damen-Einsitzer

### Ergebnisse
| Datum                     | Ort           | Siegerin               | Zweite                 | Dritte                 |
| ------------------------- | ------------- | ---------------------- | ---------------------- | ---------------------- |
| 16. bis 18. Dezember 2004 | Longiarü      | Renate Gietl           | Sandra Mariner         | Jekaterina Lawrentjewa |
| 7. bis 9. Januar 2005     | Unterammergau | Renate Gietl           | Irene Mitterstieler    | Renate Kasslatter      |
| 12. bis 14. Januar 2005   | Oberperfuss   | Renate Gietl           | Jekaterina Lawrentjewa | Irene Mitterstieler    |
| 15. bis 16. Januar 2005   | Oberperfuss   | Renate Gietl           | Jekaterina Lawrentjewa | Barbara Abart          |
| 21. bis 23. Januar 2005   | Latzfons      | Jekaterina Lawrentjewa | Christa Gietl          | Irene Mitterstieler    |
| 18. bis 20. Februar 2005  | Olang         | Jekaterina Lawrentjewa | Renate Kasslatter      | Barbara Abart          |

### Weltcupstand
Endstand nach sechs Rennen (ein Streichresultat)
| Rang | Name                   | Punkte |
| ---- | ---------------------- | ------ |
| 01   | Renate Gietl           | 460    |
| 02   | Jekaterina Lawrentjewa | 440    |
| 03   | Irene Mitterstieler    | 330    |
| 04   | Renate Kasslatter      | 315    |
| 05   | Barbara Abart          | 305    |
| 06   | Melanie Batkowski      | 257    |
| 07   | Marlies Wagner         | 231    |
| 08   | Tina Unterberger       | 214    |
| 09   | Karolina Waniczek      | 199    |
| 10   | Michaela Maurer        | 188    |
| 11   | Julija Wetlowa         | 140    |
|      | Christa Gietl          | 140    |

| Rang | Name                  | Punkte |
| ---- | --------------------- | ------ |
| 13   | Živa Janc             | 139    |
| 14   | Sandra Mariner        | 131    |
| 15   | Wera Serhejewa        | 130    |
| 16   | Anna Braun            | 098    |
| 17   | Oksana Jelessina      | 090    |
| 18   | Melissa Jones         | 084    |
| 19   | Kinga Gawlas          | 066    |
| 20   | Magdalena Krupa       | 062    |
| 21   | Marzena Kobielus      | 054    |
| 22   | Elisabeth Groll       | 028    |
|      | Aljona Aschtscheulowa | 028    |
| 24   | Michelle Mercer       | 025    |

## Herren-Einsitzer

### Ergebnisse
| Datum                     | Ort           | Sieger                             | Zweiter               | Dritter               |
| ------------------------- | ------------- | ---------------------------------- | --------------------- | --------------------- |
| 16. bis 18. Dezember 2004 | Longiarü      | Anton Blasbichler Patrick Pigneter |                       | Martin Psenner        |
| 7. bis 9. Januar 2005     | Unterammergau | Anton Blasbichler                  | Florian Breitenberger | Martin Psenner        |
| 12. bis 14. Januar 2005   | Oberperfuss   | Anton Blasbichler                  | Florian Breitenberger | Martin Psenner        |
| 15. bis 16. Januar 2005   | Oberperfuss   | Anton Blasbichler                  | Martin Psenner        | Florian Breitenberger |
| 21. bis 23. Januar 2005   | Latzfons      | Matthias Rainer                    | Florian Breitenberger | Patrick Pigneter      |
| 18. bis 20. Februar 2005  | Olang         | Martin Psenner                     | Anton Blasbichler     | Gernot Schwab         |

### Weltcupstand
Endstand nach sechs Rennen (ein Streichresultat)
| Rang | Name                  | Punkte |
| ---- | --------------------- | ------ |
| 01   | Anton Blasbichler     | 485    |
| 02   | Martin Psenner        | 395    |
| 03   | Florian Breitenberger | 367    |
| 04   | Patrick Pigneter      | 322    |
| 05   | Matthias Rainer       | 274    |
| 06   | Gerhard Pilz          | 267    |
| 07   | Gernot Schwab         | 244    |
| 08   | Robert Batkowski      | 226    |
| 09   | Gerald Kammerlander   | 225    |
| 10   | Gerald Kallan         | 175    |
| 11   | Marcus Grausam        | 157    |
| 12   | Žiga Pagon            | 148    |
| 13   | Georg Maurer          | 147    |
| 14   | Andreas Castiglioni   | 139    |
| 15   | Björn Kierspel        | 122    |
| 16   | Damian Waniczek       | 121    |
| 17   | Florian Batkowski     | 114    |
| 18   | Adam Jędrzejko        | 105    |
| 19   | Iwan Lasarew          | 100    |
| 20   | Gašper Benedik        | 099    |
| 21   | Rudolf Schwarz        | 094    |
| 22   | Roland Kallan         | 089    |

| Rang | Name                 | Punkte |
| ---- | -------------------- | ------ |
| 23   | Martin Nachmann      | 87     |
| 24   | John Gibson          | 62     |
|      | Pawel Porschnew      | 62     |
| 26   | Christoph Wagner     | 60     |
| 27   | Borut Kralj          | 58     |
| 28   | Andrzej Laszczak     | 57     |
| 29   | Jure Potočnik        | 55     |
| 30   | Julien Schultz       | 54     |
| 31   | Kaj Johnson          | 53     |
| 32   | Corey Pusey          | 51     |
| 33   | Greg Jones           | 49     |
| 34   | Mario Gortnar        | 47     |
| 35   | Juri Harzula         | 45     |
| 36   | Borut Fejfar         | 43     |
| 37   | Galabin Bozew        | 42     |
| 38   | Ervin Marn           | 41     |
| 39   | Rudi Resch           | 39     |
| 40   | Philipp Wagner       | 36     |
| 41   | Thomas Damian        | 34     |
|      | René Uhlmann         | 34     |
|      | Daniel Quitta        | 34     |
| 44   | Jewhen Prysjaschnjuk | 33     |

| Rang | Name                  | Punkte |
| ---- | --------------------- | ------ |
| 45   | Sławomir Jędrzejko    | 32     |
| 46   | Markus Wichan         | 27     |
|      | Caleb Underwood       | 27     |
| 48   | Alexei Lebedew        | 26     |
|      | Slatomir Sdrawkow     | 26     |
| 50   | Jan Zaoral            | 23     |
| 51   | Tobiasz Pieszko       | 21     |
| 52   | Darin Rinehart        | 20     |
| 53   | Patrick von Allmen    | 18     |
| 54   | Reuben Schultz        | 16     |
| 55   | Alexander Jegorow     | 15     |
| 56   | Denis Alimow          | 13     |
| 57   | Vincent Schultz       | 12     |
| 58   | Piotr Kobza           | 11     |
| 59   | Kenan Suljagić        | 09     |
| 60   | Iwan Nikolow Borisow  | 08     |
| 61   | Armin Babić           | 07     |
| 62   | Oliveira Diego Bersuc | 04     |
| 63   | William Ogilvie       | 02     |
| 64   | Mark Vickery          | 01     |
| 0    | 0                     | 0      |
| 0    | 0                     | 0      |

## Doppelsitzer

### Ergebnisse
| Datum                     | Ort           | Sieger                           | Zweiter                          | Dritter                          |
| ------------------------- | ------------- | -------------------------------- | -------------------------------- | -------------------------------- |
| 16. bis 18. Dezember 2004 | Longiarü      | Pawel Porschnew Iwan Lasarew     | Reinhard Beer Herbert Kögl       | Wolfgang Schopf Andreas Schopf   |
| 7. bis 9. Januar 2005     | Unterammergau | Reinhard Beer Herbert Kögl       | Wolfgang Schopf Andreas Schopf   | Denis Alimow Roman Molwistow     |
| 12. bis 14. Januar 2005   | Oberperfuss   | Andrzej Laszczak Damian Waniczek | Reinhard Beer Herbert Kögl       | Wolfgang Schopf Andreas Schopf   |
| 15. bis 16. Januar 2005   | Oberperfuss   | Reinhard Beer Herbert Kögl       | Pawel Porschnew Iwan Lasarew     | Andrzej Laszczak Damian Waniczek |
| 21. bis 23. Januar 2005   | Latzfons      | Andrzej Laszczak Damian Waniczek | Pawel Porschnew Iwan Lasarew     | Denis Alimow Roman Molwistow     |
| 18. bis 20. Februar 2005  | Olang         | Reinhard Beer Herbert Kögl       | Andrzej Laszczak Damian Waniczek | Pawel Porschnew Iwan Lasarew     |

### Weltcupstand
Endstand nach sechs Rennen (ein Streichresultat)
| Rang | Name                                     | Punkte |
| ---- | ---------------------------------------- | ------ |
| 01   | Reinhard Beer – Herbert Kögl             | 470    |
| 02   | Andrzej Laszczak – Damian Waniczek       | 410    |
| 03   | Pawel Porschnew – Iwan Lasarew           | 400    |
| 04   | Wolfgang Schopf – Andreas Schopf         | 331    |
| 05   | Denis Alimow – Roman Molwistow           | 301    |
| 06   | Armin Mair – Johannes Hofer              | 285    |
| 07   | Günther Innerbichler – Alex Innerbichler | 223    |
| 08   | Alexander Jegorow – Pjotr Popow          | 180    |
| 09   | Mario Gortnar – Jure Potočnik            | 174    |
| 10   | Ulrich Trenkwalder – Ingrid Gurschler    | 156    |

| Rang | Name                                   | Punkte |
| ---- | -------------------------------------- | ------ |
| 11   | Galabin Bozew – Slatomir Sdrawkow      | 108    |
| 12   | Jewhen Prysjaschnjuk – Juri Harzula    | 100    |
| 13   | Guido Hilgarter – Christian Hueter     | 089    |
| 14   | Björn Kierspel – Martin Nachmann       | 071    |
| 15   | Christian Schatz – Gerhard Mühlbacher  | 055    |
| 16   | Harald Kleinhofer – Gerhard Mühlbacher | 050    |
| 17   | Simone Demé – Denis Piccot             | 042    |
|      | Mario Schernthaner – Siegfried Truppe  | 042    |
| 19   | Adam Jędrzejko – Piotr Kobza           | 039    |
| 0    | 0                                      | 0      |

## Nationenwertung
| Rang | Land        | Punkte |
| ---- | ----------- | ------ |
| 1    | Italien     | ?      |
| 2    | Österreich  | ?      |
| 3    | Russland    | ?      |
| 4    | Polen       | ?      |
| 5    | Deutschland | ?      |
| 6    | Slowenien   | ?      |

Insgesamt gewannen Rodler aus 16 Nationen Weltcuppunkte.